# Malitbog (Bukidnon)
Pour les articles homonymes, voir Malitbog.
Malitbog est une municipalité de la province de Bukidnon, aux Philippines.